# Antonino Chef Academy
Antonino Chef Academy è stato un programma televisivo italiano di genere talent show e culinario, andato in onda dal 12 novembre 2019 al 3 ottobre 2021 su Sky Uno e in replica dall'11 marzo 2020 come molti Sky Original su TV8.

## Il programma
Nella splendida cornice del castello Dal Pozzo, situato a Oleggio Castello (NO), il programma vede sfidarsi dieci giovani cuochi il cui obiettivo è aggiudicarsi un posto nella cucina di Villa Crespi, ristorante dello chef Antonino Cannavacciuolo, che nel programma è insegnante e giudice allo stesso tempo. Lo chef è affiancato da Simone Corbo, il suo secondo a Villa Crespi, nelle vesti di tutor dei ragazzi. 
Ogni puntata (ad eccezione della finale) rappresenta un ciclo didattico ed è divisa in tre fasi: la lezione dello chef Cannavacciuolo, la prova in esterna e l'approfondimento (tenuto da uno chef ospite di grande spessore). Durante ogni fase, i concorrenti dovranno realizzare delle pietanze sulla base di quanto appreso, rispettando un determinato tema e spesso utilizzando ingredienti particolari. Al termine di ogni prova, ad ogni concorrente verrà assegnato un voto. Al termine della puntata, il concorrente che avrà la somma dei giudizi più bassa dovrà abbandonare l'accademia.

## Edizioni
| Edizione | Canale                 | Conduzione              | Periodo della trasmissione | Periodo della trasmissione | Puntate | Concorrenti | Vincitore         |
| -------- | ---------------------- | ----------------------- | -------------------------- | -------------------------- | ------- | ----------- | ----------------- |
| 1ª       | Sky Uno, TV8 (replica) | Antonino Cannavacciuolo | 12 novembre 2019           | 17 dicembre 2019           | 6       | 11          | Davide Marzullo   |
| 2ª       | Sky Uno, TV8 (replica) | Antonino Cannavacciuolo | 27 ottobre 2020            | 1º dicembre 2020           | 6       | 10          | Francesca Stabile |
| 3ª       | Sky Uno, TV8 (replica) | Antonino Cannavacciuolo | 29 agosto 2021             | 3 ottobre 2021             | 6       | 10          | Erion Fishti      |

## Concorrenti

### Prima edizione
| Concorrente       | Età | Città                 | Posizione                 | Posizione |
| ----------------- | --- | --------------------- | ------------------------- | --------- |
| Davide Marzullo   | 23  | Saronno               | Vincitore                 | 1º        |
| Nicole Bartolini  | 22  | Faenza                | Seconda classificata      | 2ª        |
| Federico Liu      | 19  | Trieste               | Terzo classificato        | 3º        |
| Francesco Petito  | 22  | San Cipriano d'Aversa | Quarto classificato       | 4º        |
| Angelo Milone     | 19  | Marsala               | Eliminati nell'episodio 5 | 5º        |
| Pietro Sparesotto | 23  | Misano Adriatico      | Eliminati nell'episodio 5 | 6º        |
| Tommaso Bonseri   | 21  | Bormio                | Eliminato nell'episodio 4 | 7º        |
| Andrea Silvestro  | 22  | Monza                 | Eliminati nell'episodio 3 | 8º        |
| Marika Giubilato  | 21  | Mazara del Vallo      | Eliminati nell'episodio 3 | 9ª        |
| Elisa Truffelli   | 19  | Parma                 | Eliminata nell'episodio 2 | 10ª       |
| Andrea Russo      | 20  | Sassari               | Eliminato nell'episodio 1 | 11º       |

### Registro Valutazioni - Prima Edizione
| Ordine            | Episodi     | Episodi     | Episodi  | Episodi              | Episodi              | Episodi              | Episodi              |
| Ordine            | 1           | 2           | 3        | 4                    | 5                    | 6                    | 6                    |
| ----------------- | ----------- | ----------- | -------- | -------------------- | -------------------- | -------------------- | -------------------- |
| Davide Marzullo   | 18          | 24          | 19       | 21                   | 21                   | −                    | VINCITORE            |
| Nicole Bartolini  | 20          | 24          | 19       | 18                   | 22                   | −                    | BOCCIATA             |
| Federico Liu      | 20          | 21          | 17       | 19                   | 19                   | −                    | BOCCIATO             |
| Francesco Petito  | 17          | 17          | 22       | 18                   | 19                   | −                    | BOCCIATO             |
| Angelo Milone     | 21          | 16          | 21       | 18                   | 18                   | BOCCIATO             | BOCCIATO             |
| Pietro Sparesotto | 16          | 18          | 17       | 17                   | 17                   | BOCCIATO             | BOCCIATO             |
| Tommaso Bonseri   | Non in gara | Non in gara | 16       | 16                   | BOCCIATO             | BOCCIATO             | BOCCIATO             |
| Andrea Silvestro  | 17          | 19          | 13       | BOCCIATO             | BOCCIATO             | BOCCIATO             | BOCCIATO             |
| Marika Giubilato  | 19          | 15          | −        | RIMANDATA E BOCCIATA | RIMANDATA E BOCCIATA | RIMANDATA E BOCCIATA | RIMANDATA E BOCCIATA |
| Elisa Truffelli   | 16          | 10          | BOCCIATA | BOCCIATA             | BOCCIATA             | BOCCIATA             | BOCCIATA             |
| Andrea Russo      | 15          | BOCCIATO    | BOCCIATO | BOCCIATO             | BOCCIATO             | BOCCIATO             | BOCCIATO             |

### Terza edizione
| Concorrente         | Età | Città               | Posizione                                            | Posizione   |
| ------------------- | --- | ------------------- | ---------------------------------------------------- | ----------- |
| Erion Fishti        | 23  | Montescaglioso      | Vincitore                                            | 1º          |
| Fabiana Quadrelli   | 23  | Bari                | Seconda classificata                                 | 2ª          |
| Antonella Rocco     | 21  | Palermo             | Terza classificata                                   | 3ª          |
| Vivien Aglioni      | 23  | Calcio (Italia)     | Quarto classificato                                  | 4°          |
| Patrizio Cafiso     | 21  | Ragusa              | Eliminato nell’episodio 5                            | 5°          |
| Sebastiano Zorgno   | 21  | Morano sul Po       | Eliminato nell’episodio 5                            | 6°          |
| Gabriele Gambarelli | 21  | Cavriago            | Eliminato nell’episodio 4                            | 7°          |
| Giulia Ferretti     | 22  | Arezzo              | Entrata nell’episodio 3 ed eliminata nell’episodio 4 | 8°          |
| Luca Guidetti       | 23  | Vado Ligure         | Eliminato nell’episodio 3                            | 9°          |
| Fabio Nizi          | 22  | Roma                | Bocciato alla sfida per l’ingresso nell’episodio 3   | Mai entrato |
| Nicolò Cacciatori   | 20  | Desenzano del Garda | Eliminato nell'episodio 2                            | 10°         |
| Darlyn Malbran      | 23  | Genova              | Eliminata nell'episodio 1                            | 11º         |

### Registro Valutazioni - Terza Edizione
| Ordine              | Episodi     | Episodi     | Episodi  | Episodi  | Episodi  | Episodi  | Episodi   |
| Ordine              | 1           | 2           | 3        | 4        | 5        | 6        | 7         |
| ------------------- | ----------- | ----------- | -------- | -------- | -------- | -------- | --------- |
| Erion Fishti        | 21          | 18          | 21       | 19       | 20       |          | Vincitore |
| Fabiana Quadrelli   | 20          | 17          | 20       | 20       | 19       |          |           |
| Antonella Rocco     | 19          | 18          | 19       | 20       | 16       |          |           |
| Vivien Aglioni      | 19          | 14*         | 17       | 21       | 16       | BOCCIATO |           |
| Sebastiano Zorgno   | 21          | 17          | 18       | 17       | 14       | BOCCIATO |           |
| Patrizio Cafiso     | 17          | 17          | 18       | 17       | 15       | BOCCIATO |           |
| Gabriele Gambarelli | 16          | 16*         | 18       | 16       | BOCCIATO | BOCCIATO |           |
| Giulia Ferretti     | Non in gara | Non in gara | 17       | 15       | BOCCIATA | BOCCIATA |           |
| Luca Guidetti       | 18          | 17          | 16       | BOCCIATO | BOCCIATO | BOCCIATO |           |
| Fabio Nizi          | Non in gara | Non in gara | BOCCIATO | BOCCIATO | BOCCIATO | BOCCIATO |           |
| Nicolò Cacciatori   | 17          | 13          | BOCCIATO | BOCCIATO | BOCCIATO | BOCCIATO |           |
| Darlyn Malbran      | 15          | BOCCIATA    | BOCCIATA | BOCCIATA | BOCCIATA | BOCCIATA |           |

*=Rimandato